# Македон, Георгий Антонович
Георгий Антонович Македон (23 апреля 1895 — после 1946) — революционер-большевик, участник установления советской власти в Мариуполе в 1917—1919 годах, участник Гражданской войны. Фактический руководитель гражданских властей в городе весной 1919 года.

## Биография
По образованию — токарь по металлу.
Служил в царской армии рядовым 45-й телеграфной роты.
Участвовал в установлении советской власти в Мариуполе, большевик. С февраля-марта 1918 года — комиссар печати в составе исполкома мариупольского Совета рабочих и солдатских депутатов
В марте 1918 года публично выступил с осуждением радикальных местного лидера большевиков В. А. Варганова, под чьим руководством красногвардейцы проводили конфискации и аресты. 8-10 апреля поддержал «восстание фронтовиков» против Варганова. Вслед за этим в составе делегации был направлен в Таганрог для объяснения позиции восставших большевистскому правительству и добился успеха: Варганова решено было арестовать, а войска против восставших не применять.
В период оккупации Мариуполя австро-немецкими войсками (с 20-х чисел апреля 1918 года) — руководитель подпольной партийной организации. С 27-29 марта 1919 года, когда в Мариуполь вошла 3-я бригада Н. И. Махно в составе 1-й Заднепровской Украинской советской дивизии под руководством П. Е. Дыбенко, и до 23 мая 1919 года, когда Красная армия ушла из Мариуполя, — входил в состав легально действовавшего ревкома и был его председателем.
В мае 1919 года вступил в формировавшуюся 14-ю армию на должность инспектора. Через 10 месяцев был назначен инструктором политотдела в 6-ю армию. В октябре 1920 года уволен из армии, затем жил в Харькове.
В декабре 1929 — марте 1930 года работал в объединении «Союзбумага».
На 1936 год значился начальником механико-судового отдела Южного центрального управления морского флота Наркомвода СССР в Москве.
В 1937 году работал начальником отдела снабжения в Харькове. 8 августа 1937 года арестован НКВД по обвинению в антисоветской агитации и пропаганде (ст. 54-10 УК УССР). 28 января 1939 года полностью оправдан и освобождён из-под стражи.
По освобождении работал в Харькове в бумажной промышленности. В 1939 году присвоено звание батальонного комиссара запаса.
В сентябре 1941 — в 5-м управлении оборонительных сооружений НКВД Южного фронта занимался организацией работ по укреплению города Сталино. В ноябре 1941 — январе 1942 года — в 5-й сапёрной армии в Сталинграде, занимался укреплением обороны Камышина. Начальник группы обозно-вещевого довольствия отдела общего снабжения, с января — старший инспектор отдела армейского снабжения. С февраля — в 5-м управлении оборонительного строительства НКО СССР, начальник отдела общего снабжения. C ноября 1942 по август 1943 года — начальник отдела кадров цеха № 5 завода № 174 в Омске. Затем вернулся в Харьков и занял должность директора макаронной фабрики. В дальнейшем получил инвалидность.